# Ternopilstadion
Het Ternopilsk stedelijk stadion Roman  Sjoechevitsj (Oekraïens: Тернопільський міський стадіон імені Романа Шухевича) is een multifunctioneel stadion in Ternopil, een stad in Oekraïne. Het stadion is gelegen aan de Stepan Bandera-straat.
De gemeente Ternopil besloot op 5 maart 2021 de naam 'Roman  Sjoechevitsj' aan het stadion toe te voegen. Roman  Sjoechevitsj (1907–1950), tijdens de Tweede Wereldoorlog opperbevelhebber van het Oekraïens Opstandelingenleger.
Het stadion werd geopend in 1909. Het werd gerenoveerd in 1984, 2000 en 2011. In het stadion ligt een grasveld van 106 bij 72 meter. In het stadion is plaats voor 15.150 toeschouwers. Het stadion wordt vooral gebruikt voor voetbalwedstrijden, de voetbalclub FC Avanhard Ternopil maakte tussen 1960 en 1971 gebruik van dit stadion. Nyva Ternopil maakt sinds 1984 gebruik van het stadion en FC Ternopil maakte er tussen 2012 en 2017 gebruik van.